# Ludwig von Aulack

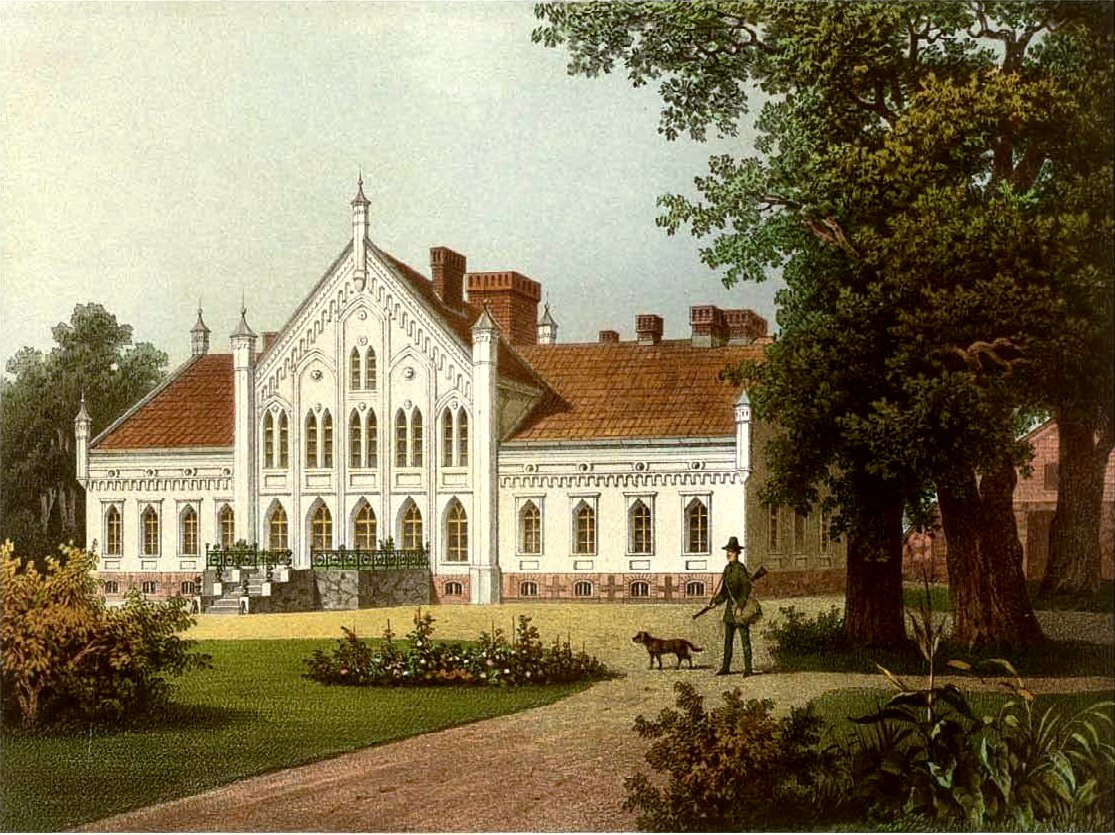
Gut Jablonken

Ludwig von Aulack (* 1706; † 9. Dezember 1763 im Jagdhaus Colbitz) war preußischer Oberstleutnant, Kommandeur eines Grenadierbataillons und Oberforstmeister des Herzogtums Magdeburg.

## Leben

### Herkunft
Ludwig war der Sohn des preußischen Oberstleutnants Friedrich Wilhelm von Aulack und einer Tochter des Christoph von Roch († 1707) aus dem Haus Jablonken (Ortelsburg). 1707 übernahm Friedrich Wilhelm von Kolrepp, der auch Kulk und Waldpusch besaß, das Gut. 1748 ging es an die Familie Fabeck.

### Militärkarriere
Schon 1718 war Aulack dritter Fähnrich im Infanterieregiment „Arnim“ Nr. 3. 1726 wurde er als Leutnant zur Garnison nach Magdeburg verlegt und kam 1735 mit seinem Regiment zum Rheinfeldzug. Er stieg weiter bis zum Major auf. 1745 erhielt Aulack ein Grenadierbataillon, welches aus jeweils zwei Grenadierkompanien der Regimenter Nr. 46 und Nr. 47 gebildet wurde. Mit dem Bataillon kämpfte er bei Kesselsdorf. Er nahm als Oberstleutnant seinen Abschied.

### Zivilleben
Am 24. April 1754 wurde Aulack zum Oberforstmeister des Herzogtums Magdeburg bestellt. Er wurde damit Nachfolger von L. H. von Davier. Zunächst wohnte er noch in Magdeburg und zog im Juni 1752 in das Jagdhaus Colbitz um. 1753 wurde er Erbherr von Wangitten und im Jahr 1755 verkaufte er seine Güter an einen Herren von Arnstedt. Er starb 1763 unverheiratet in seinem Jagdhaus.